# Saint-Ouen-de-Sécherouvre

Saint-Ouen-de-Sécherouvre este o comună în departamentul Orne, Franța. În 1 ianuarie 2022 avea o populație de 159 de locuitori.